# بییامدیانا
بییامدیانا (به اسپانیایی: Villamediana) یک شهرستان در اسپانیا است که در استان پالنسیا واقع شده‌است.

## خصوصیات
بییامدیانا ۵۸ کیلومترمربع مساحت و ۲۲۹ نفر جمعیت دارد.